# Friedrich Wilhelm Heinrich Ferdinand von Ingersleben
Friedrich Wilhelm Heinrich Ferdinand von Ingersleben (né le 9 septembre 1746 et mort en 1813) est un colonel prussien qui est condamné à mort par contumace pour avoir remis la forteresse de Custrin en 1807.

## Biographie

### Origine
Il est issu de la famille noble von Ingersleben et est le fils du général de division prussien et commandant de la Garde du Corps Johann Ludwig von Ingersleben (1703-1757) et de son épouse Charlotte Dorothea Eva, veuve du major Ernst Friedrich von Platen, née von Herold (1712-1777). Son frère Karl Heinrich Ludwig (1753–1831) sert également comme officier prussien.

### Carrière militaire
Ingersleben est officier de l'armée prussienne et reçoit l'ordre Pour le Mérite pendant la guerre de la première coalition. Il se fait connaître en livrant sans sommation la forteresse de Custrin, richement ravitaillée, à une troupe de cavaliers français lors de la guerre de la Quatrième Coalition, le 1er novembre 1806. Cela est en contradiction flagrante avec la promesse faite auparavant à Frédéric-Guillaume III "qu'il tiendrait la forteresse jusqu'à ce que le mouchoir brûle dans sa poche". Les Français conservent Custrin même après la paix et ne l'évacuent que le 20 mars 1814 après un long siège. Friedrich Wilhelm est condamné à mort par contumace en 1807 et n'est pas non plus gracié par le roi comme dans d'autres cas. Il meurt en 1813 en dehors de la Prusse. Son frère Karl von Ingersleben est également suspendu à cause de la capitulation de Stettin et une enquête est ouverte contre lui. Les dossiers ne sont pas conservés, mais une lettre du chancelier d'État, le prince Hardenberg, datée du 15 mars 1816, indique que Karl, contrairement à son frère, est "totalement lavé de toute accusation".

### Famille
Ingersleben se marie deux fois :
- NN von Brösigke (de) (mort en 1796)
- NN von Massow